# De Meisjes van Thijs
De Meisjes van Thijs is een wekelijkse internetserie met filmpjes van maximaal 2,5 minuten.

## Opzet
In elke aflevering staat de zoektocht van Thijs, gespeeld door David Lucieer, naar een date centraal. Elke aflevering bevat een nieuw meisje. Eerder namen onder anderen Juliette van Ardenne, Anna Drijver, Ancilla van de Leest, Anna Speller, Pamela Teves en Tamara Brinkman deze rol op zich. Marisa van Eyle vertolkte de rol als de moeder van Thijs.
De regie was in handen van Joris van den Berg en de scenario's werden geschreven door verschillende schrijvers, onder wie Peter van Rooijen, Hanna Bervoets, Chris Kok, Yfke van Berckelaer, Alexander de Bruijn, Tjeerd Posthuma en Van den Berg zelf. De serie duurde in totaal drie seizoenen. De laatste aflevering werd gepubliceerd in november 2013.

## Comedy Central
Vanaf 22 april 2012 was De Meisjes van Thijs tien weken lang te zien op Comedy Central. De afleveringen op televisie duurden langer en bestonden uit twee internetafleveringen en een geheel nieuwe aflevering.

## Lijst met afleveringen
| Seizoen 1 (2010-2011) - 1-01: Thijs - 1-02: Anette - 1-03: Eveline - 1-04: Marijn - 1-05: Mirjam - 1-06: Isabel - 1-07: Vivianne - 1-08: Amber - 1-09: Barbara - 1-10: Noortje - 1-11: Velma - 1-12: Kiki - 1-13: Kiki 2 - 1-14: Tessa - 1-15: Ank - 1-16: Anne-B. - 1-17: Annemieke - 1-18: Eva - 1-19: Stefanie - 1-20: Pearl - 1-21: Femke - 1-22: Fiep - 1-23: Karin - 1-24: Ine - 1-25: Gusta - 1-26: Anna - 1-27: Lotte - 1-28: Sandra - 1-29: Rosanna - 1-30: Marie-Antoinette - 1-31: Jennifer - 1-32: Marlou - 1-33: Eefje - 1-34: Lilly - 1-35: Thijs 2 |  | Seizoen 2 (2011-2012) - 2-01: William - 2-02: Lena - 2-03: Kiki (Gelukkig nieuwjaar) - 2-04: Mina - 2-05: Nina - 2-06: Josine & Kris - 2-07: Odette - 2-08: Merel - 2-09: Katja - 2-10: Shenaynay - 2-11: Nouna - 2-12: Ancilla - 2-13: Bobbie - 2-14: Claire - 2-15: May - 2-16: Marieke - 2-17: Jill - 2-18: Anika - 2-19: Kaat - 2-20: Bianca - 2-21: Sam - 2-22: Kootje - 2-23: Cloë - 2-24: Lobke - 2-25: Aletta & Chris - 2-26: Pina - 2-27: Lara - 2-28: Sofia (Bonus) - 2-29: Kiki 4 - 2-30: Noa (Valentijnsspecial) |  | Seizoen 3 (2013) - 3-01: Jan - 3-02: Astrid & Edith - 3-03: Sara - 3-04: Floortje - 3-05: Romy - 3-06: Joanne - 3-07: Liene - 3-08: Magali - 3-09: Marlijneke - 3-10: Coco - 3-11: Tara - 3-12: Jorieke - 3-13: Patty - 3-14: Ies - 3-15: Sanne - 3-16: Sanne 2 - 3-17: Sanne 3 |